# Blue (опера)
«Blue» ― опера в двух действиях с музыкой композитора Жанин Тесори и либретто Тэзвелла Томпсона, премьера которой состоялась на фестивале Glimmerglass Festival в 2019 году.
Произведение получило Премию Ассоциации музыкальных критиков Северной Америки за лучшую новую оперу 2020 года.

## История
Опера была заказана фестивалем Glimmerglass в 2015 году для отражения современных расовых проблем. Музыку попросили написать Джанин Тесори, чья опера 2011 года «A Blizzard on Marblehead Neck» ранее также была заказана этим фестивалем. Когда драматурга Тэзвелла Томпсона, режиссёра нескольких постановок на Glimmerglass, попросили найти либреттиста, он предложил написать его сам, вдохновленный такими источниками, как «The Fire Next Time» Джеймса Болдуина, «Between the World and Me», Та-Нехиси Коутса, а также «Manchild in the Promised Land» Клода Брауна.
Премьера оперы состоялась на фестивале Glimmerglass 14 июля 2019 года (дирижер Джон ДеМейн). Дополнительные постановки, запланированные в Вашингтонской национальной опере, Лирической опере Чикаго, Minnesota Opera и Линкольн-центре — были отменены или отложены из пандемии COVID-19.
Опера была положительно воспринята критиками: Wall Street Journal назвал её «мучительной и удивительно оригинальной», а New York Times похвалила «одно из самых элегантных либретто за долгое время».
Документальный фильм Inside Blue об этой опере транслировался на WQXR в августе и сентябре 2020 года.

## Роли
Это одно из немногих произведений в истории оперы, в котором задействованы исключительно афроамериканские актёры:
- Отец — Кеннет Келлогг[8] (бас)
- Мать — Бриана Хантер[9] (меццо-сопрано)
- Сын — Аарон Крауч[10] (тенор)
- Преподобный — Гордон Хокинс (баритон)
- Подруга 1 — Ариана Вер (сопрано)
- Подруга 2 — Бри Ренетта Маршалл (сопрано)
- Подруга 3 — Миа Этей (меццо-сопрано)
- Полицейский 1 — Камрон Грей (тенор)
- Полицейский 2 — Эдвард Грейвс (тенор)
- Полицейский 3 — Николас Дэвис (баритон)

## Сюжет

### Акт 1
Мать зовет подруг в свою квартиру в Гарлеме, чтобы сказать им, что ждет ребёнка. Но их радость превращается в беспокойство, когда она сообщает, что это будет мальчик — подруги предупреждают, что её сына не примут в этой стране. Но надежда и любовь матери к будущему ребёнку, а также к его отцу-полицейскому — непоколебимы. Подруги смягчаются, благословляя её и ребёнка. Одновременно приятели-полицейские отца сразу же радуются и немного завидуют, когда узнают новость, что их коллега-офицер стал отцом.
По прошествии шестнадцати лет сын, студент-художник и активист, часто оказывается в конфликте с законом из-за своего участия в ненасильственных политических протестах. Отец противостоит сыну, который отталкивает его, обвиняя своего отца-полицейского в поддержке репрессивной системы. Несмотря на горькие слова сына, отец отвечает, что всегда будет любить его и крепко обнимает.

### Акт 2
После того, как сын был застрелен полицейским во время акции протеста, убитый горем отец встречается с преподобным, который пытается утешить его и призывает простить. Отец, приняв позицию сына, сердито набрасывается на преподобного. По мере приближения похорон сына подруги матери, которая готовится похоронить своего сына, приходят в Гарлем, чтобы поддержать её.
На похоронах отец и мать молятся вместе с прихожанами, прося Бога приветствовать их сына на небесах. Отец ненадолго теряется в тумане эмоций, вины, сожаления и воспоминаний, а затем возвращается обратно к общине, собравшейся возле церкви.
В эпилоге показаны отец, мать и сын вместе, которые в сладостно-горький момент за кухонным столом, разделяют трапезу. Сын примиряется с отцом и объявляет родителям о своих планах дальнейшего художественного обучения и ещё одного мирного протеста.